# Roderick Haig-Brown Regional Prize
Der Roderick Haig-Brown Regional Prize ist als Literaturpreis Teil der BC Book Prizes, der zu Ehren der Verdienste der Schriftsteller British Columbias und seiner Verleger verliehen wird. Er wird seit 1985 denjenigen Autoren überreicht, deren Bücher dem Verständnis und Bewunderung British Columbias dienen. Im Unterschied zu den übrigen Ehrungen der BC Book Prizes wird von den Schriftstellern und den Verlagen nicht erwartet, dass sie ihren Wohn- oder Verlagssitz auf dem Gebiet British Columbias haben.
Die entsprechenden Bücher können jeden Aspekt der Provinz behandeln,  sprich die Bevölkerung, ihre Geschichte, Geographie, Fauna und Flora, Ozeanographie, Archäologie, Anthropologie, Ethnologie, Denkmal- und Naturschutz, Fischerei etc., und sollten in der Original-Auflage vorliegen. Reprints, überarbeitete Neuauflagen, Reiseführer und Bedienungsanleitungen bzw. Ratgeber („how-to books“) kommen für die Preisvergabe nicht in Betracht. Übersetzungen sind nicht von den Nominierungen ausgenommen.
Entsprechend der obigen Erweiterungen kann das Buch überall publiziert worden sein und der Schriftsteller darf außerhalb British Columbias und des Yukon-Gebiets seinen Wohnsitz innehaben. Die jeweilige Shortlist wird im März eines Jahres vorgestellt, der Preis wird wie alle anderen sieben Literaturpreise der BC Book Prizes bei der Lieutenant Governor’s BC Book Prizes Gala im April vergeben.
Der Preis wurde zu Ehren Roderick Haig-Browns (1908–1976), einem in British Columbia lebenden Schriftsteller und Naturfreund benannt, der sowohl für seine Natur- und Abenteuergeschichten für Kinder und Jugendliche bekannt war, als auch für seine Essays über das Sportfischen überregionales Lob erhielt.

## Gewinner und Nominierte

### 1985
- Hilary Stewart, Cedar[2]
- Barry Gough, Gunboat Frontier
- Saeko Usukawa, Sound Heritage

### 1986
- Donald Graham, Keepers of the Light
- Douglas Cole, Captured Heritage: The Scramble for Northwest Coast Artifacts
- Peter Murray, The Devil and Mr. Duncan

### 1987
- Ruth Kirk, Wisdom of the Elders
- Philip Croft, Nature Diary of a Quiet Pedestrian
- Alan Twigg, Vancouver and Its Writers

### 1988
- William A. Hagelund, Whalers No More
- Jo-Ann Canning-Dew, Hastings & Main
- Lynne Bowen, Three Dollar Dreams
- Roy Minte, The White Pass

### 1989
- Celia Haig-Brown, Resistance and Renewal
- Howard White, The Accidental Airline
- Bridget Moran, Stoney Creek Woman

### 1990
- Western Canada Wilderness Committee, Carmanah
- Earl K. Pollon, Shirlee Smith Matheson, This Was Our Valley
- Harry Robinson, Wendy Wickwire, Write It On Your Heart

### 1991
- Paul Tennant, Aboriginal People and Politics
- Cyril E. Leonoff, An Enterprising Life
- Michael Kluckner,  Vanishing Vancouver

### 1992
- Herb Hammond, Seeing the Forest Among the Trees
- Michael Poole, Ragged Islands
- Jean Barman, The West beyond the West: A History of British Columbia

### 1993
- Harry Robinson und Wendy Wickwire, Nature Power: In the Spirit of an Okanagan Storyteller
- Bruce MacDonald, Vancouver: A Visual History
- Vickie Jensen, Where the People Gather: Carving A Totem Pole

### 1994
- Alex Rose (Hrsg.)  Nisga'a Tribal Council, Nisga’a: People of the Nass River
- Graham Osborne, British Columbia: A Wild and Fragile Beauty
- Alan Haig-Brown, Fishing for a Living

### 1995
- Howard White, Raincoast Chronicles: Eleven Up
- Tzeporah Berman u. a., Clayoquot & Dissent
- Beth Hill,  Seven-Knot Summers

### 1996
- Ken Drushka, HR: A Biography Of H. R. MacMillan
- Tom Henry, Dogless in Metchosin
- Patrick Reid, Wild Colonial Boy: A Memoir

### 1997
- Alan Haig-Brown, Rick Blacklaws, The Fraser River
- Richard Cannings, Sydney Cannings,  British Columbia: A Natural History
- Don Gayton, Landscapes of the Interior

### 1998
- Richard Bocking, Mighty River: A Portrait of the Fraser
- Michael Kluckner, The Pullet Surprise: A Year on an Urban Farm
- Daniel Wood, Beverley Sinclair, Western Journeys

### 1999
- Mark Hume, Harvey Thommassen, River of the Angry Moon: Seasons on the Bella Coola
- Helene Cy, Handmade Forests: The Treeplanter’s Experience
- Sean Rossite, Hotel Georgia

### 2000
- Margaret Horsfield, Cougar Annie’s Garden
- Faith Moosang,  First Son: Portraits by C. D. Hoy
- Dick Hammond, Haunted Waters: Tales of the Old Coast
- Derek Hayes,  Historical Atlas of British Columbia and the Pacific Northwest

### 2001
- Daniel Francis, The Encyclopedia of British Columbia
- Richard Somerset Mackie, Island Timber
- Terry Glavin, The Last Great Sea
- Philip Resnick, The Politics of Resentment
- Harold Rhenisch, Tom Thomson’s Shack

### 2002
- Keith Thor Carlson, u. a., A Stó:lo-Coast Salish Historical Atlas
- Wayne Campbell u. a., Birds of British Columbia (Volume 4, Passerines)
- John Armstrong, Guilty of Everything
- Terry Reksten,  Illustrated History of BC
- Maria Coffey, Dag Goering, Visions of the Wild

### 2003
- Ernest Perrault, Tong: The Story of Tong Louie, Vancouver’s Quiet Titan
- Ian Thom, E. J. Hughes
- Randy Bouchard, Dorothy Kennedy,  Indian Myths and Legends from the North Pacific Coast of America
- Alison Watt, The Last Island: A Naturalist’s Sojourn on Triangle Island
- Francis Mansbridge, Launching History: The Saga of Burrard Dry Dock

### 2004
- Donald Luxton, Building the West: The Early Architects of British Columbia
- Ross Freake und Don Plant, Firestorm: The Summer BC Burned
- Rob Butler, The Jade Coast: Ecology of the North Pacific Ocean
- David Nunuk, Natural Light: Visions of British Columbia
- R. Samuel Bawlf, The Secret Voyage of Sir Francis Drake, 1577–1580

### 2005
- Stephen Hume, Alexandra Morton, Betty C. Keller, Rosella M. Leslie, Otto Langer und Don Staniford, A Stain Upon the Sea: West Coast Salmon Farming
- Robert Hunter und Robert Keziere,  The Greenpeace to Amchitka: An Environmental Odyssey
- Daniel Francis, L. D.: Mayor Louis Taylor and the Rise of Vancouver
- Nancy J. Turne, Plants of Haida Gwaii
- Jay Sherwood, Surveying Northern British Columbia: A Photo Journal of Frank Swannell

### 2006
- John Vaillant, The Golden Spruce: A True Story of Myth, Madness, and Greed
- Lance Berelowitz, Dream City: Vancouver and the Global Imagination
- Sheila Harrington, Judith Stevenson und Kathy Dunster,  Islands in the Salish Sea: A Community Atlas
- Daryl Ashby, John Muir: West Coast Pioneer
- Jean Barman, Stanley Park’s Secret: The Forgotten Families of Whoi Whoi, Kanaka Ranch, and Brockton Point

### 2007
- Katherine Gordon, Made to Measure: A History of Land Surveying in British Columbia
- Judith Williams, Made to Measure: A History of Land Surveying in British Columbia
- Ian M. Thom, Charles C. Hill und Johanne Lamoureux, Emily Carr
- Jan Hare und Jean Barman,  Good Intentions Gone Awry:  Emma Crosby and the Methodist Mission on the Northwest Coast
- Rachel Lebowitz, Hannus

### 2008
- J. B. MacKinnon, Alisa Smith, The 100-Mile Diet: A Year of Local Eating
- Barry Gough, Fortune’s a River: The Collision of Empires in the Pacific Northwest
- Ian McAllister, The Last Wild Wolves: Ghosts of the Great Bear Rainforest
- Tim Bowling, The Lost Coast: Salmon, Memory, and the Death of Wild Culture
- Chris Harris, Spirit In the Grass: The Cariboo Chilcotin’s Forgotten Landscape

### 2009
- Stephen Hume, Simon Fraser: In Search of Modern British Columbia
- Brad Cran, Gillian Jerome, Hope in Shadows: Stories and Photographs of Vancouver’s Downtown Eastside
- Donald A. Pettit, The Peace: A History in Photographs
- Daphne Bramham, The Secret Lives of Saints: Child Brides and Lost Boys in a Polygamous Mormon Sect
- Margaret Horsfield, Voices from the Sound: Chronicles of Clayoquot Sound and Tofino 1899-1929

### 2010
- Andrew Scott, Encyclopedia of Raincoast Place Names: A Complete Reference to Coastal British Columbia
- Ian Gill, All That We Say Is Ours: Guujaaw and the Reawakening of the Haida Nation
- Lorne Dufour, Jacob’s Prayer
- Larry Campbell, Lori Culbert, Neil Boyd, A Thousand Dreams: Vancouver’s Downtown Eastside and the Fight for Its Future
- Brian Brett, Trauma Farm: A Rebel History of Rural Life

### 2011
- Dan Savard, Images from the Likeness House
- Grant Lawrence, Adventures in Solitude: What Not to Wear to a Nude Potluck and Other Stories from Desolation Sound
- Aaron Glass, Aldona Jonaitis, The Totem Pole: An Intercultural History
- Bruce Grenville, Scott Steedman (Hrsg.), Visions of BC: A Landscape Manual
- Sylvia Olsen, Working with Wool: A Coast Salish Legacy and the Cowichan Sweater

### 2012
- Chuck Davis, The Chuck Davis History of Metropolitan Vancouver[3]
- Andrew Nikiforuk, Empire of the Beetle: How Human Folly and a Tiny Bug Are Killing North America’s Great Forests
- Fred Herzog, Fred Herzog: Photographs
- Sheryl Salloum, The Life and Art of Mildred Valley Thornton
- Scott Watson, Thrown: British Columbia’s Apprentices of Bernard Leach and Their Contemporaries

### 2013
- Derek Hayes, British Columbia: A New Historical Atlas[4]
- Aaron Chapman, Liquor, Lust, and the Law: The Story of Vancouver's Legendary Penthouse Nightclub
- Jackson Davies und Marc Strange, Bruno and the Beach: The Beachcombers at 40
- Ali Kazimi, Undesirables: White Canada and the Komagata Maru - An Illustrated History
- Leslie A. Robertson und Kwagu'l Gixsam Clan, Standing Up with Ga'axsta'las: Jane Constance Cook and the Politics of Memory, Church, and Custom

### 2014
David Stouck, Arthur Erickson: An Architect's Life
- Sean Kheraj, Inventing Stanley Park: An Environmental History
- Rolf Knight, Voyage Through the Past Century
- Graeme Truelove, Svend Robinson: A Life in Politics
- Robin K. Wright, Daina Augaitis (Hg.), Charles Edenshaw

### 2015
Richard Beamish und Gordon McFarlane (Hg.), The Sea Among Us: The Amazing Strait of Georgia
- Christine Lowther, Born Out of This
- Ian McAllister, Great Bear Wild: Dispatches from a Northern Rainforest
- Jay Sherwood, Surveying Southern British Columbia: A Photojournal of Frank Swannell, 1901–07
- Margaret Horsfield und Ian Kennedy, Tofino and Clayoquot Sound: A History

### 2016
Briony Penn, The Real Thing: The Natural History of Ian McTaggart Cowan

### 2017
Neil J. Sterritt, Mapping My Way Home: A Gitxsan History

### 2018
Verschiedene Autoren: Changing Tides: Vanishing Voices of Nikkei Fishermen and Their Families